# René Bastiaanse

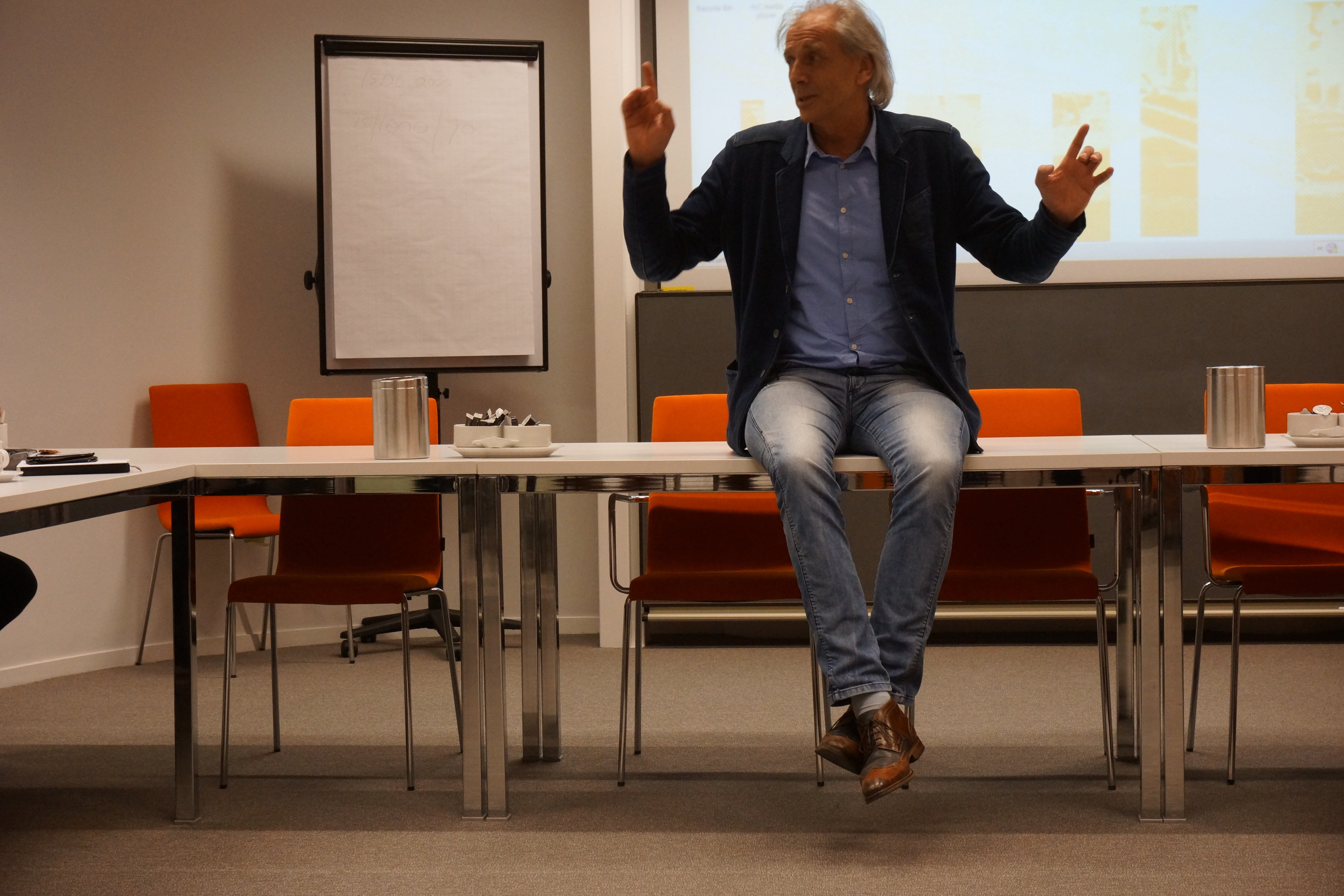
René Bastiaanse bij het Brabants Historisch Informatie Centrum

René Bastiaanse (Utrecht, 1952) is een Nederlands historicus, televisiepresentator, auteur en sinds 2020 oud-directeur van het Brabants Historisch Informatie Centrum. Voor zijn benoeming tot rijksarchivaris van Noord-Brabant in 2002 was Bastiaanse directeur van het museum Markiezenhof in Bergen op Zoom. Bastiaanse werd bekend met de serie De Wandeling op Omroep Brabant, waarin hij elke week, wandelend, de geschiedenis besprak van een andere Brabantse plaats. In 2022 promoveerde hij aan de Radboud Universiteit te Nijmegen op zijn proefschrift De katholieke huwelijksleer. Geschiedenis van een rooms moraliseringsoffensief in Nederland 1880-1965.